# 鎌田靖
鎌田 靖（かまだ やすし、1957年5月5日 - ）は、日本のジャーナリスト。ホリプロ所属。

## 来歴
福岡県旧嘉穂町（現嘉麻市）の出身で、福岡県立嘉穂高等学校・早稲田大学政治経済学部政治学科卒業後の1981年4月に、記者としてNHKに入局。入局後は社会部に配属された。
NHK神戸放送局に勤務していた1995年には、当時家族と共に住んでいた神戸市東灘区で阪神・淡路大震災に遭遇。その後の関連報道でデスク業務に当たったことも相まって、阪神・淡路大震災の取材をライフワークに定めた。家族は震災後も神戸市内に住んでいるため、鎌田自身はNHK放送センターへの異動を機に、東京での単身赴任生活に入った。
NHK放送センターで解説委員に転じてからは、池上彰の後任として、2005年4月から『週刊こどもニュース』の「お父さん」役に起用。記者時代に視聴者が理解しやすいニュース原稿を書いてこなかったことへの反省から、児童書を読みあさるなどの工夫を重ねながら、2009年3月まで出演した。
2009年4月からは、より報道色の強い報道ドキュメンタリー番組『追跡!AtoZ』のメインキャスターに抜擢。追跡するテーマによっては、自身で現場へ足を運んでいた。また、『NHKスペシャル』などのドキュメンタリー番組で災害や貧困問題に関する特集を放送する場合に、キャスターを務めることもあった。
2017年の誕生日でNHKの定年（60歳）に達することから、同年5月で退職する予定だったが、実際には3月3日付で退局。2005年に退局した池上に続いて、フリージャーナリストとしての活動を開始した。情報番組『あさチャン!』（TBSテレビ）のプロデューサーから、「現場を歩くコメンテーター」という役割で、2017年4月改編からのレギュラー出演を打診されたことによる。鎌田自身も、「60歳を迎える今が最後のチャンス」として、この打診を受諾。『あさチャン!』では、スタジオでのニュース解説に加えて、自然災害・事件現場での取材にも携わった。2018年の4月改編からは情報ワイド番組『ひるおび!』（TBSテレビ）のニュース解説者へ異動。同月からは、『日経スペシャル 未来世紀ジパング〜沸騰現場の経済学〜』（テレビ東京）のナビゲーターを、2019年9月まで務めた。2022年からは、朝日新聞社と朝日新聞出版が4月1日付で発足する「メディアと倫理委員会」に、社外委員の1人として参加。

## 出演番組

### 現在
- ひるおび（TBSテレビ、2018年4月2日 - ）
  - 2022年3月まで「鎌田解説」（週に2日のペースで午前枠に放送されていた冠コーナー）を担当した後に、翌4月から水曜日午後枠のコメンテーターへ異動。
- チャント! コメンテーター（CBCテレビ、2019年4月1日 - ）

### 過去

#### NHK時代
- 週刊こどもニュース（2005年度 - 2008年度）
- ニュースパーク関西
  - キャスター（1997・1998年度）
  - 番組デスク（1999年度以降）
- 追跡!AtoZ（2009年4月 - 2011年5月）→ 追跡!真相ファイル（2011年12月から・不定期放送）
- NHKスペシャル（不定期）

#### NHK退職後
- あさチャン! コメンテーター（TBSテレビ、2017年4月3日 - 2018年3月30日）
- 日経スペシャル 未来世紀ジパング〜沸騰現場の経済学〜 ナビゲーター（テレビ東京、2018年4月11日 - 2019年9月18日）
  - 放送曜日の変更（月曜日 →　水曜日）に伴うリニューアルを機に起用。以前から不定期で登場している池上と共演することもあった。

## 著書
単著
- 週刊こどもニュースのお父さんが教えるニュースのことば（2010年11月15日発売、角川つばさ文庫）
- 最高の質問力（2021年1月15日発売、PHP研究所）

共著
- 伝説の特捜検事が語る 平成重大事件の深層（2020年1月8日発売、中央公論新社） - 熊﨑勝彦との共著

監修
- SDGsがより深くわかる! 国連ファミリー・パーフェクトガイド しくみと役割（2022年1月18日発売、新日本出版社） - 著者は稲葉茂勝